# Provincia di Biliran
Biliran è una provincia delle Filippine nella regione del Visayas Orientale.
Il capoluogo provinciale è Naval.

## Geografia antropica

### Suddivisioni amministrative
La provincia di Biliran comprende 8 municipalità:
- Almeria
- Biliran
- Cabucgayan
- Caibiran
- Culaba
- Kawayan
- Maripipi
- Naval